# Ландтаг Північного Рейну-Вестфалії
Ландтаг Північного Рейну-Вестфалії (нім. Landtag Nordrhein-Westfalen) є законодавчим органом влади (ландтагом) німецької землі Північний Рейн-Вестфалія, який скликається її столиці Дюссельдорф, в східній частині району Хафен. Ландтаг є центральним законодавчим органом у політичній системі Північного Рейну-Вестфалії. На додаток до прийняття законів його найважливішими завданнями є обрання земельного міністра-президента та уряду. Нинішній уряд є коаліційним, і складається з двох партій: Християнсько-демократичного союзу (ХДС) та Вільної демократичної партії (ВДП), кабінет міністрів очолює Арміна Ласчета з червня 2017 року.
Останні вибори відбулися 14 травня 2017 року.

## Структура
Ландтаг складається зі 181 депутата, що обирається на п'ятирічний термін прямим загальним голосуванням за пропорційною виборчою системою і методом Сент-Лагю.
181 місце розподіляється за партійним списком, за умови, що партія виграла 5% голосів на рівні землі. Якщо партія виграла одномандатні виборчі дільниці, то вона отримує тільки місця по одномандатних округах.
У період з 1950 по 1970 рік ландтаг Північного Рейну-Вестфалії обрався на чотирирічний термін.
Велика частина роботи парламенту проводиться в комітетах, а не на пленарних засіданнях. На початку кожного законодавчого періоду члени парламенту обирають Президію, яку очолює президент парламенту (на відміну від міністра-президента) і Раду старійшин (Ältestenrat), яка по суті є радою з надання допомоги управлінським питанням. Крім того, в цей період заповнюються місця в комітеті.

## Нинішній склад
| Партія | Партія                                     | %      | Місць    |
| ------ | ------------------------------------------ | ------ | -------- |
|        | Християнсько-демократичний союз (CDU)      | 35,7 % | 76 / 199 |
|        | Соціал-демократична партія Німеччини (SPD) | 31,2 % | 56 / 199 |
|        | Союз 90/Зелені (Grünen)                    | 13,4 % | 35 / 199 |
|        | Вільна демократична партія (FDP)           | 12,6 % | 12 / 199 |
|        | Альтернатива для Німеччини (AfD)           | 7,4 %  | 12 / 199 |